# Woodhaven Boulevard (stacja metra na Jamaica Line)
Woodhaven Boulevard – stacja metra nowojorskiego, na linii J i Z. Znajduje się w dzielnicy Queens, w Nowym Jorku i zlokalizowana jest pomiędzy stacjami 104th Street i 85th Street – Forest Parkway. Została otwarta 11 czerwca 1917.